# Drymocallis malacophylla
Drymocallis malacophylla är en rosväxtart som först beskrevs av Borbás, och fick sitt nu gällande namn av Arto Kurtto. Drymocallis malacophylla ingår i släktet trollsmultronsläktet, och familjen rosväxter. Inga underarter finns listade i Catalogue of Life.